# Norrmansö

Norrmansö är en ö i Roslagens skärgård, belägen söder om Spillersboda. Norrmansö är belägen mellan Oxholmen och Äspholmen.